# Klitterbadet
Klitterbadet er et badeanlæg i Falkenberg, Sverige. Badet var oprindeligt et udendørs bad i 1969, men blev omdannet til et indendørs bad i 1983. Det er Sveriges eneste 50 meter store saltvandsbassin. Der er (2021) planer om at udskifte det nuværende badeanlæg med et nyt. 